# میرآباد (سقز)
میرآباد (به کردی: میراوا، Mîrawa) روستایی از توابع بخش زیویه در شهرستان سقز است که در استان کردستان ایران قرار دارد.

## جمعیت
این روستا در دهستان تیلکوه واقع شده و براساس سرشماری سال ۱۳۸۵، جمعیت آن ۱۲۷ نفر (۲۳ خانوار) بوده‌است.